# Nagy Adorján
Nagy Adorján (Budapest, 1888. november 24. – Budapest, 1956. augusztus 1.) magyar színész, rendező, érdemes művész.

## Pályafutása
Színészakadémiát végzett, majd 1910-ben Kolozsvárra szerződött. 1918-ban a Nemzeti Színház tagja lett. 1925. július havában kinevezték a Színészakadémia tanárává, 1930 szeptember havától a Pázmány Péter Tudományegyetemen a beszédművészet tanára volt. 1935-ben a Nemzeti Színház játékmestere lett, majd 1945-ben főrendezővé nevezték ki. 1949-ben vonult nyugdíjba, de 1955-ben még fellépett A Magyar Néphadsereg Színházában. 
Eljátszotta Az ember tragédiája minden férfiszerepét. Színházi tárgyú cikkeket publikált a Magyar Szemlében, a Színháztudományban és a Színház- és Filmművészetben. 1956-ban megkapta az érdemes művész kitüntetést. Neje Szabados Piroska színésznő.

## Fontosabb színházi szerepei
- Lucifer (Madách I.: Az ember tragédiája)
- Dr. Relling (Ibsen: Vadkacsa)
- Tesman (Ibsen: Hedda Gabler)
- Claudius (Shakespeare: Hamlet)
- Doge és Antonio (Shakespeare: A velencei kalmár)
- Jago (Shakespeare: Othello)
- Vajda Pál (Lilla)
- Patriarka, Rudolf császár (Ember tragédiája)
- Dr. Herdál (Solness építőmester)
- II. Endre (Katona J.: Bánk bán)
- Theseus (Shakespeare: Szentivánéji álom)
- Herman (Schiller: Haramiák)

## Filmszerepei
- A tolonc (1914) – rendőrtiszt
- Bánk bán (1914) – II. Endre
- Szibéria (1916) – kórházi orvos
- Mesék az írógépről (1916)
- A tanítónő (1917)
- Nehéz szerep (1917) – Répássy főhadnagy
- Az utolsó éjszaka (1917) – Baracs Endre
- A vasgyáros (1917) – Philippe Derblay, a vasgyáros
- A megbélyegzett (1917) – Ladányi Kálmán, ügyvéd
- Ciklámen (1917) – a méltóságos úr
- A névtelen asszony (1917) – Raymond Fleuriot
- A szerzetes (1917) – Pál
- A vágy (1917) – a férj
- Hotel Imperial (1917) – Gavorin
- A kancsuka hazájában (1918) – rendőrfőnök
- Lengyelvér (1920) – Dynar István gróf
- A világrém (1920) – Callot, színész
- A szerelem mindent legyőz (1920)
- A Szentmihály (1920) – Gróf Steinrück Mihály tábornok

## Főbb rendezései
- Hauptmann: És Pippa táncol
- Csiky G.: A proletárok
- D’Annunzio: Jorio leánya
- Kodolányi J.: Vidéki történet

## Könyvei
- Az ember tragédiája és a színész (1936)
- A beszédtechnika vezérfonala (1947)
- Színpad és beszéd. Válogatott tanulmányok; vál., szerk. Belia György, bev. Keresztury Dezső; Magvető, Bp., 1964

## Fordítása
- Dussane: Egy demokratikus színház. A Comédie Française (1948)